# Alexandre de Saint-François
Alexandre de Saint-François (1588-1630) est un carme déchaux italien, formateur spirituel des premiers religieux français de la réforme thérésienne.

## Biographie

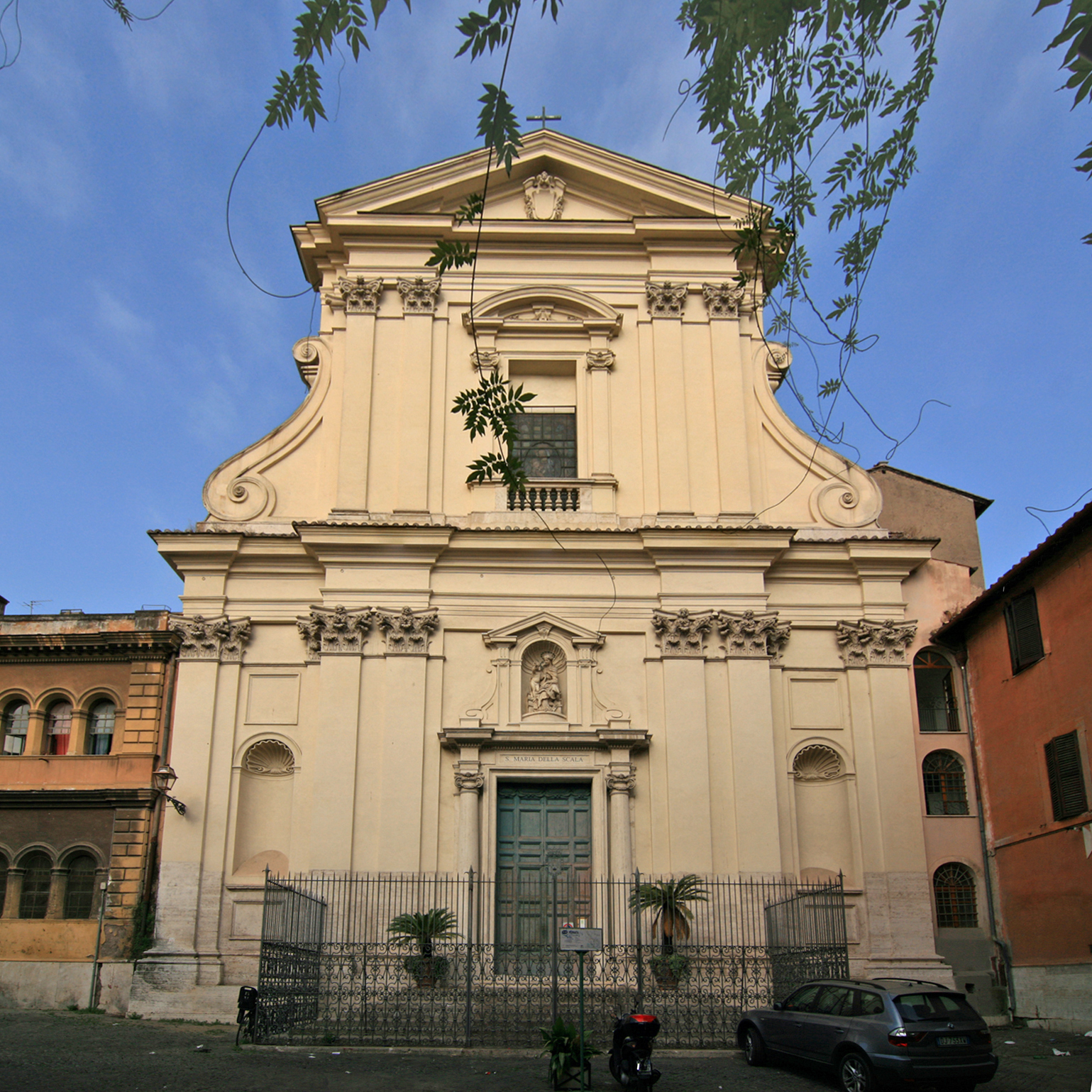
Couvent des carmes déchaussés de Rome (Santa Maria della Scala, Trastevere)

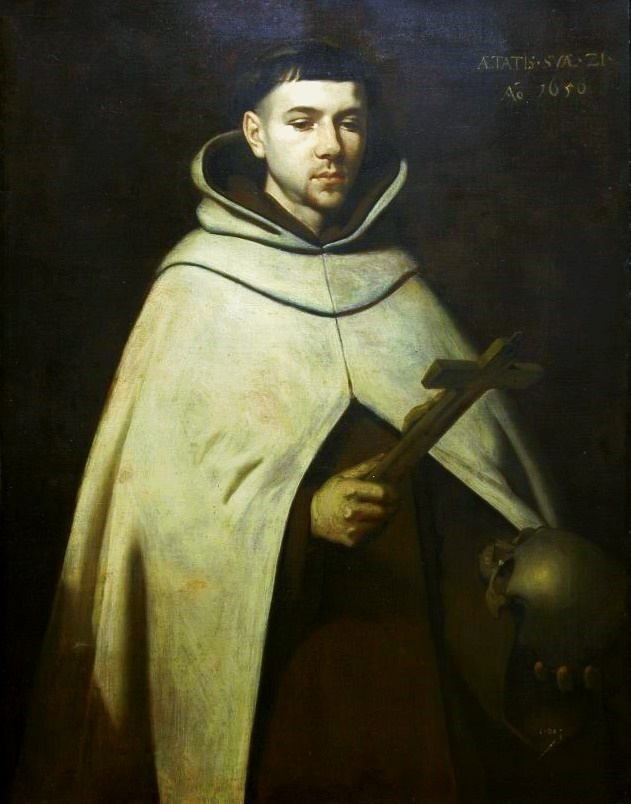
Portrait de Jean de la Croix, par Zurbarán.

Alexandre de Saint-François est né à Rome, en 1588, dans une famille aristocratique : par son père, il descendait des Ubaldini, et par sa mère, nièce de Louis XI, des Médicis. Le 1er avril 1605, il entre dans l'Ordre des Carmes déchaux au couvent romain de Santa Maria della Scala. Il est ensuite envoyé à Gênes, où il reçoit une solide formation théologique, avant d'être ordonné prêtre en 1614. Les carmes déchaux de France, qui relevaient de la Congrégation d'Italie, le réclament alors comme maître des novices. Durant environ cinq ans, il résidera donc au couvent parisien de Charenton. Modèle d'observance religieuse, profondément pénétré de l'esprit d'oraison, il exercera une très forte influence sur la première génération des carmes déchaux français. Rappelé en Italie à partir de 1619, il occupera différentes fonctions dans la province romaine, jusqu'à devenir définiteur général de la Congrégation. Il décède, le 19 avril 1630, laissant derrière lui une réputation de sainteté.

## Postérité
Dans ses Annales de la province de France, Louis de Sainte-Thérèse a évoqué le souvenir de celui qui avait été son maître des novices. C'est cependant Philippe-Marie de Saint-Paul qui s'est chargé d'écrire et de faire paraître, à Rome, en 1668, la biographie d'Alexandre, mais aussi d'éditer l'intégrale des ouvrages de celui-ci, en 1670 et 1671. À ces productions personnelles, il faut ajouter la première traduction en italien des Œuvres spirituelles de Jean de la Croix, publiée à Rome en 1627, laquelle connaîtra treize éditions jusqu'en 1648 (année où elle sera remplacée par la traduction de Marie de Saint-François). Au XXe siècle, une controverse s'est levée à propos de la version du Cantico espiritual donnée par Alexandre de Saint-François : Jean Baruzi la considérait comme un premier essai de déformation, auquel l'édition espagnole de 1630 assurerait une diffusion et une autorité plus grandes, tandis que Dom Chevalier protestait de la scrupuleuse fidélité du traducteur à l'égard des plus anciennes versions de la strophe 11 de ce poème.

## Spiritualité
Des quatre ouvrages écrits par Alexandre de Saint-François, seul le Thesaurus est paru du vivant de l'auteur, en 1630. Après la publication des œuvres complètes en 1670, il sera réédité à Turin en 1872, puis à Sienne en 1879, dans une traduction italienne d'Emilio Chiarini. Parce qu'il conjugue la ferveur de la contemplation thérésienne avec la solidité de la doctrine thomiste, ce traité de vie spirituelle est très représentatif de la production des carmes déchaux au XVIIe siècle. Il met en scène le lecteur lui-même, en conversation avec son âme et exposant à celle-ci les richesses surnaturelles mises à sa disposition (d'où le titre), puisqu'elle peut considérer le Christ à la fois comme un père et un frère, un ami et un époux, un serviteur et un seigneur, un bienfaiteur et un juge.

### Œuvres
- Thesaurus pauperum ad thesaurizandos thesauros in coelo.
- De presentia Dei.
- Schola virtutum.
- Solilquia

### Études
- Élisée de la Nativité, « Alexandre de Saint-François », Dictionnaire de spiritualité ascétique et mystique, Paris, Beauchesne, t. I,‎ 1937, p. 301–302 (lire en ligne).